# Giżycko (stad)
Giżycko (Duits: Lötzen) is een stad in het Poolse woiwodschap Ermland-Mazurië, gelegen in de powiat Giżycki. De oppervlakte bedraagt 13,87 km², het inwonertal 29.796 (2005). 
Het is de hoofdplaats van de gelijknamige gemeente, hoewel het zelf geen deel uitmaakt van het grondgebied van de gmina.
Het is een toeristische plaats met een haven en strandjes en het heeft een camping.

## Geografie
Giżycko ligt in het Mazurisch Merenplateau in het noordoosten van Polen. Ten noorden van de stad bevindt zich het Mamrymeer en ten zuiden het Niegocinmeer. De meren zijn door het Kanał Łuczański, dat door de stad loopt, met elkaar verbonden.
Verder ligt Giżycko ongeveer 90 kilometer noordoostelijk van Olsztyn en 110 kilometer zuidoostelijk van het Russische Kaliningrad.

## Geschiedenis
De oorspronkelijke Pruzzische benaming was ‘Lezuns’ wat vermoedelijk betrekking heeft op de overgangen tussen de vele meren, eilanden en landengten in dit gebied. De ‘Letzenburg’, wordt rond 1340 voor het eerst genoemd als een versterking van de Duitse Orde, hier gebouwd in een bijzonder waterrijk gebied aan de zuidoost grens van het gebied dat zij toen onder haar controle had gebracht. Die burcht bestond toen al langer; in 1365 werd de burcht veroverd en verwoest door Polen en Litouwers, om in 1390 heropgebouwd te worden. Daarna ontstond ook een stedelijke vestiging onder de naam ‘Neuendorff’, die nauwelijks tot ontwikkeling kwam en twee eeuwen later, in 1657, door de Tataren werd platgebrand. Inmiddels was dit stadje  ‘Leczen’ of ‘Lessen’ genoemd. De meerderheid van haar inwoners liet het leven in de pestepidemie van 1709. Het inwonertal was eeuwenlang amper boven de duizend uitgekomen en werd nu aangevuld met lutherse vluchtelingen uit Salzkammergut. De geografische ligging bracht de legering van een garnizoen en de bouw van een vesting met zich mee en ook de bouw van wegen en kanalen als strategische verkeersverbindingen tussen Mazoerië en overig Oost-Pruisen. Lötzen werd in 1818 de hoofdstad van een gelijknamige ‘Kreis’ en dat bracht de vestiging van publieke diensten met zich mee. In 1868 werd de stad aangesloten op het spoor van de ‘Ostpreußische Südbahn’. 
De stad telde even voor de Eerste Wereldoorlog 6.000 inwoners. Bij de Russische inval in augustus 1914 kwam de stad tussen het oprukkend front en de verdediging te liggen. Een bezetting vond niet plaats maar wel richtten bombardementen schade aan.
Omdat de stad en haar omgeving tot Mazoerië werden gerekend, werd de bevolking in 1920 betrokken bij de volksraadpleging over de toekomst van dat gebied. Het in 1919 heropgerichte Polen eiste geheel Mazoerië namelijk op, en de geallieerden wilden die claim laten bevestigen door een volksraadpleging. De bevolking evenwel keerde zich massaal tegen die aanspraak en gaf dat ook te kennen in de stemmingsuitslag. In de ‘Kreis’ Lötzen, waar overigens geen Pools-Mazoerisch meer werd gesproken, zijn toen negen Poolse stemmen uitgebracht. De stad verdubbelde daarna haar bevolking tot de Tweede Wereldoorlog met 14.000 inwoners in 1939.
In januari 1945 werd de stad ingenomen door het Sovjet-leger en de bevolking, voor zover niet gevlucht, werd verdreven. Zie Verdrijving van Duitsers na de Tweede Wereldoorlog. Nieuwe Poolse autoriteiten kozen niet voor de oude Mazoerische benaming ‘Lec’, maar voor een nieuwe naam: ‘Giżycko’ om de lutherse predikant Gustav Gisevius te eren, die in de 19de eeuw de taal van de Mazoeren in het onderwijs een plaats wilde laten behouden. Dat streven werd door de Pruisische regering echter tegengewerkt en kon niet voorkomen dat dit gebied in het proces van germanisering  zijn taal verloor. De Duitser geworden Mazoeriërs moesten in 1945 verdwijnen en een nieuwe Poolse en Oekraïense bevolking vestigde zich in wat nu Giżycko heette. Mede door annexatie van dorpen en bevolkingsconcentratie groeide de stad uit tot 30.000 inwoners in 1990.

## Geboren in Lötzen-Giżycko
- Adolph Friedrich Kleinert (1802–1834), hoogleraar oriëntaalse talen in Dorpat (Tartu)
- Wilhelm Stobbe (1821–1894), afgevaardigde in het Pruisische parlement
- Wojciech Kętrzyński (1838–1918), geboren als Adalbert von Winkler, engageerde zich met het Poolse nationalisme en emigreerde naar Lemberg (Lviv), inventariseerde als wetenschapper de Mazoerische volkscultuur; de naburige stad Rastenburg werd in 1946 te zijner ere omgedoopt tot Kętrzyń
- Paul Davidson (1867–1927), een van de eerste fimproducenten in Duitsland
- Lothar Gall (* 1936), hoogleraar Europese geschiedenis in Giessen, Berlijn, Oxford en Frankfurt
- Christian Schwokowski (* 1941), hoogleraar chirurgie in Leipzig en Halle
- Bohdan Danylo (* 1971), Grieks-katholieke bisschop met een diocees in de Verenigde Staten
- Kristof Konrad (* 1975), acteur
- Marcin Budziński (* 1990), voetballer